# 自己非難
自己非難（じこひなん、self-blame、自責）とは、ストレスの多いイベントの原因を自分自身のせいにする認知プロセスである。 
自己非難は、ストレスの多い状況やその後の感情や行動に影響を与えることがある  ほか、ストレスの多いイベントに対する一般的な反応で 、どのように適応するかに影響を及ぼす。 そして、うつ病の一因となると考えられており、罪悪感や自己嫌悪などへ繋がっている  。 
なお、自己非難は、ストレスへの反応として一般的であり、感情への重要な役割を果たしている。そのため、心理学のストレスの対処法の観点から研究されている 。